# Нефф, Виталий Витальевич
Нефф, Виталий Витальевич (2 февраля 1984 года, Якутск — 10 августа 2008 года, Цхинвал) — командир танкового взвода 71-го гвардейского мотострелкового полка 42-й гвардейской мотострелковой дивизии Северо-Кавказского военного округа, гвардии младший лейтенант, Герой Российской Федерации.

## Биография
Родился 2 февраля 1984 года в Якутске в многодетной семье военнослужащего. Виталий был старшим из 10 братьев и сестёр. В 1992 году с семьёй переехал в деревню Бакмасиха (Барабинский район Новосибирской области). После окончания 9 классов средней школы обучался в Барабинском профессионально-техническом училище № 11. Не окончив обучение, пошёл работать.
Весной 2002 года призван в Вооружённые силы Российской Федерации. Прошёл учёбу в Окружном учебном центре Сибирского военного округа на специальность механика-водителя танка. Через полтора года службы заключил контракт с ВС РФ и выбрал для службы 42-ю гвардейскую мотострелковую дивизию Северо-Кавказского военного округа. В мае 2004 года получил звание младшего сержанта и был назначен командиром танка. В мае 2008 года, после окончания обучения на курсах по подготовке младших офицеров произведён в младшие лейтенанты и назначен командиром танкового взвода 71-го гвардейского мотострелкового полка.
8 августа 2008 года дивизия была поднята по тревоге и совершила марш-бросок в Южную Осетию. 9 августа прибыла в район Джавы, 10 августа переброшена в Цхинвал. Взвод Неффа занял позицию в районе железобетонного моста через реку Большая Лиахви на восточной окраине Цхинвала, обеспечивая свободный проход российских подразделений через мост. Вступал в боестолкновения с грузинскими частями. 10 августа после обеда взвод Неффа получил указание передислоцироваться в район пересечения улиц Московской и Энгельса для обеспечения огневого прикрытия мотострелковых подразделений, наступающих к центру Цхинвала. Нефф был командиром танка Т-62. При движении на новую позицию был атакован противником, обнаружил грузинский Т-72 и уничтожил его. Танк Неффа был поражён двумя выстрелами из гранатомётов и загорелся. Покидающий танк Виталий Нефф был ранен осколками разорвавшейся рядом мины. Тяжелораненый, он вернулся к танку, чтобы помочь выбраться из машины раненому заряжающему танка гвардии рядовому Кумарову. Вынося на себе товарища, был смертельно ранен осколками второй разорвавшейся мины, как и Кумаров.
Похоронен 20 августа 2008 года в деревне Бакмасиха.
У Виталия Неффа осталась невеста, в феврале 2009 года родился сын.

## Награды
- Звание Героя Российской Федерации (посмертно) — Указом Президента Российской Федерации от 1 октября 2008 года «за мужество и героизм, проявленные в ходе контртеррористической операции на Северном Кавказе».
- Орден «Уацамонга» (Южная Осетия) (посмертно) — награждён 20 февраля 2019 года «за мужество и героизм, проявленные при отражении агрессии Грузии против народа Южной Осетии в августе 2008 года»[2].

## Память
27 ноября 2009 года в городе Барабинске на монументе Славы установлен бюст Героя России Виталия Неффа, а 4 августа 2010 года — памятная гранитная плита с именами барабинцев, погибших в Афганистане, Чечне и Грузии, в том числе с именем Виталия Неффа.